# Uomo nudo disteso su un tappeto
Uomo nudo disteso su un tappeto o Modello in riposo è un dipinto olio su tela con soggetto profano realizzato da Ponziano Loverini nel 1884, e conservato nella pinacoteca dell'Accademia Carrara di Bergamo dal 1887, ma non è esposto.

## Storia
Il dipinto è conservato dall'accademia dove il Loverini era stato studente prima alla scuola di Enrico Scuri e professore di pittura poi, e questo è stato probabilmente tra gli ultimi del suo periodo alla Carrara ed è un dipinto dal vero, realizzato nel 1884 anno in cui fu nominato aspirante professore di pittura. Faceva parte dei dipinti realizzati per lo studio dal vero agli studenti della scuola dell'Accademia. Fu esposto l'anno successivo all'Expo universale di Anversa. La tela risulta essere stata donata nel 1887 da Egilda Ravasio Salvi all'Accademia bergamasca.

## Descrizione e stile
(Mario Manfredi– 1983)
La tela raffigura un nudo d'uomo, dall'aspetto giovanile e sdraiato di fianco sopra un tappeto con la testa bocconi poggiante sul braccio destro, quasi a voler fuggire dal cuscino marrone, mentre il braccio sinistro è appoggiato sopra il corpo. L'uomo, di cui non si vede il volto ma solo un breve profilo e una folta capigliatura scura, pare essere addormentato, mentre un fascio di luce che cade dall'alto gli illumina la spalla, parte del dorso e la gamba destra piegata sulla sinistra.
L'uomo è disteso su di un tappeto che presenta un'ottima cromia pastosa, mentre alle sue spalle si intravede un baule chiuso. Il tappeto dal colore ocra non è disteso, ma presenta alcune pieghe che creano movimento. Nella semplicità del soggetto il Loverini pare volerci raccontare una storia, come era sua consuetudine. L'artista lascia intravedere particolari, non facilmente identificabili, dell'ambiente. Il lato destro della tela è delimitato da un drappo dall'intenso colore verde e oro.
Il Loverini ripropose in altri dipinti la medesima posizione del soggetto raffigurato, come nel Nudo di donna firmato e conservato a Alzano Lombardo, e nel tormento di san Francesco, dove l'opera, che presenta un gioco di colori grigio-azzurri, raffigura il santo nella medesima posizione.